# Szczegłowka-Nowaja
Szczegłowka-Nowaja (ros. Щегловка-Новая) – przystanek kolejowy w miejscowości Szczegłowka, w rejonie sławskim, w obwodzie królewieckim, w Rosji. Położony jest na linii Królewiec – Sowieck.

## Historia
Dawniej stacja kolejowa. W okresie przynależności tych terenów do Niemiec do 1928 nosiła nazwę Groß Brittanien, a następnie Brittanien. Była wówczas również stacją początkową kolejki wąskotorowej. Przebudowana do przystanku w XXI w.